# Olympische Winterspiele 1936/Eishockey
Das olympische Eishockeyturnier der Olympischen Winterspiele 1936 in Garmisch-Partenkirchen, Deutschland, galt zugleich als 10. Eishockey-Weltmeisterschaft sowie als 21. Eishockey-Europameisterschaft. Das Turnier fand vom 6. bis 16. Februar 1936 statt. 15 Mannschaften nahmen daran teil. Austragungsort für die Spiele war das neu erbaute Olympia-Eissport-Zentrum. Zudem fanden auch Spiele auf dem gefrorenen Riessersee statt.
Das Turnier startete in vier Vorrundengruppen; die beiden Erstplatzierten jeder Gruppe erreichten die Zwischenrunde. Dort wurde in zwei Gruppen mit je vier Teams die Finalrundenteilnehmer ermittelt. In die Finalrunde zogen die beiden Erstplatzierten jeder Gruppe unter Mitnahme ihrer direkten Vergleiche ein. Zum ersten Mal wurde dabei nicht Kanada Olympiasieger, sondern Großbritannien brachte dem Titelverteidiger die erste olympische Niederlage bei und gewann mit überwiegend früh nach Kanada ausgewanderten britischstämmigen Spielern die Goldmedaille, den Weltmeistertitel und zudem im europäischen Vergleich den Europameistertitel.

## Vorrunde

### Gruppe A
| 6. Februar 1936 14:30 Uhr | Kanada Bill Thomson (0:30) Bill Thomson (2:00) Kenneth Farmer (5:10) Walter Kitchen (12:30) Bill Thomson (14:51) Kenneth Farmer (27:03) David Neville (29:00) Bill Thomson (38:01) | 8:1 (5:0, 2:1, 1:0) Spielbericht | Polen Adam Kowalski (23:03) | Riessersee, Garmisch-Partenkirchen |

| 7. Februar 1936 9:00 Uhr | Kanada Ralph Saint Germain (8:00) Ralph Saint Germain (12:00) Hugh Farquharson (15:20) Hugh Farquharson (19:20) Jim Haggarty (20:00) Hugh Farquharson (30:18) David Neville (35:42) David Neville (38:04) Ralph Saint Germain (41:15) Hugh Farquharson (43:58) Jim Haggarty (44:25) | 11:0 (2:0, 3:0, 6:0) Spielbericht | Lettland | Olympia-Kunsteisstadion, Garmisch-Partenkirchen |

| 7. Februar 1936 14:30 Uhr | Österreich Fritz Demmer (31.) Oskar Nowak (37.) | 2:1 (0:0, 0:0, 2:1) Spielbericht | Polen Adam Kowalski (35.) | Olympia-Kunsteisstadion, Garmisch-Partenkirchen Zuschauer: 4.000 |

| 8. Februar 1936 | Polen I. Adam Kowalski II. Andrzej Wołkowski (2) II. Witalis Ludwiczak (2) III. Mieczysław Kasprzycki III. Edmund Zieliński III. Czesław Marchewczyk III. Andrzej Wołkowski | 9:2 (1:0, 4:0, 4:2) Spielbericht | Lettland III. Arvīds Petersons III. Jānis Bebris | Olympia-Kunsteisstadion, Garmisch-Partenkirchen |

| 8. Februar 1936 | Kanada I. Bill Thomson I. Hugh Farquharson I. Herman Murray I. Horn II. Alexander Sinclair | 5:2 (4:0, 1:2, 0:0) Spielbericht | Österreich II. Franz Csöngei | Garmisch-Partenkirchen |

| 9. Februar 1936 | Österreich Hans Tatzer (4.) Fritz Demmer (10., 13.) Hans Tatzer (14.) Franz Csöngei (42.) III. Franz Csöngei III. Fritz Demmer | 7:1 (4:0, 0:0, 3:1) Spielbericht | Lettland III. Kārlis Paegle | Garmisch-Partenkirchen |

Abschlusstabelle
| Pl | Mannschaft | Sp | S | U | N | Tore  | Diff | Pkt. |
| -- | ---------- | -- | - | - | - | ----- | ---- | ---- |
| 1  | Kanada     | 3  | 3 | 0 | 0 | 24: 3 | +21  | 6:0  |
| 2  | Österreich | 3  | 2 | 0 | 1 | 11: 7 | +4   | 4:2  |
| 3  | Polen      | 3  | 1 | 0 | 2 | 11:12 | −1   | 2:4  |
| 4  | Lettland   | 3  | 0 | 0 | 3 | 03:27 | −24  | 0:6  |

### Gruppe B
| 6. Februar 1936 | Deutsches Reich | 0:1 (0:1, 0:0, 0:0) Spielbericht | USA Gordon Smith (14.) | Garmisch-Partenkirchen Zuschauer: 10.000 |

| 7. Februar 1936 10:15 Uhr | USA Frank Spain (13.) Elbridge Ross Frank Spain | 3:0 (0:0, 3:0, 0:0) Spielbericht | Schweiz | Olympia-Kunsteisstadion, Garmisch-Partenkirchen |

| 7. Februar 1936 21:00 Uhr | Deutsches Reich | 3:0 (1:0, 1:0, 1:0) | Italien | Olympia-Kunsteisstadion, Garmisch-Partenkirchen |

| 8. Februar 1936 | Deutsches Reich | 2:0 (0:0, 1:0, 1:0) | Schweiz | Garmisch-Partenkirchen |

| 8. Februar 1936 | USA John Garrison | 1:2 n. V. (0:0, 0:0, 1:1, 0:0, 0:1) Spielbericht | Italien Mario Zucchini Giovanni Scotti | Garmisch-Partenkirchen |

| 9. Februar 1936 | Schweiz | 1:0 (0:0, 1:0, 0:0) | Italien | Garmisch-Partenkirchen |

Abschlusstabelle
| Pl | Mannschaft      | Sp | S | U | N | Tore | Diff | Pkt. |
| -- | --------------- | -- | - | - | - | ---- | ---- | ---- |
| 1  | Deutsches Reich | 3  | 2 | 0 | 1 | 5:1  | +4   | 4:2  |
| 2  | USA             | 3  | 2 | 0 | 1 | 5:2  | +3   | 4:2  |
| 3  | Italien         | 3  | 1 | 0 | 2 | 2:5  | −3   | 2:4  |
| 4  | Schweiz         | 3  | 1 | 0 | 2 | 1:5  | −4   | 2:4  |

### Gruppe C
| 6. Februar 1936 16:45 Uhr | Ungarn I. Sándor Miklós II. Béla Háray II. Sándor Miklós III. Sándor Miklós III. Béla Háray III. László Róna III. Sándor Miklós III. Béla Háray III. Sándor Magyar III. Béla Háray III. Sándor Miklós | 11:2 (1:1, 2:0, 8:1) Spielbericht | Belgien I. Pierre Van Reyschoot III. Georges Pootmans | Olympia-Kunsteisstadion, Garmisch-Partenkirchen |

| 7. Februar 1936 10:00 Uhr | Tschechoslowakei II. Oldřich Kučera (3) II. Josef Maleček III. Zdeněk Jirotka | 5:0 (0:0, 4:0, 1:0) | Belgien | Riessersee, Garmisch-Partenkirchen |

| 7. Februar 1936 14:30 Uhr | Ungarn II. Sándor Miklós (10.) III. Sándor Miklós III. Sándor Magyar | 3:0 (0:0, 1:0, 2:0) Spielbericht | Frankreich | Riessersee, Garmisch-Partenkirchen |

| 8. Februar 1936 14:30 Uhr | Tschechoslowakei I. Oldřich Kučera II. Zdeněk Jirotka III. Josef Maleček | 3:0 (1:0, 1:0, 1:0) | Ungarn | Olympia-KunsteisStadion, Garmisch-Partenkirchen |

| 8. Februar 1936 14:30 Uhr | Frankreich I. Albert Hassler V1. Marcel Couttet V2. Michel Delesalle V2. Jean-Pierre Hagnauer | 4:2 n. V. (1:0, 0:1, 0:0, 1:1, 2:0) | Belgien II. Georges Pootmans V1. Pierre Van Reyschoot | Riessersee, Garmisch-Partenkirchen |

| 9. Februar 1936 10:00 Uhr | Tschechoslowakei II. Oldřich Kučera III. Zdeněk Jirotka | 2:0 (0:0, 1:0, 1:0) | Frankreich | Olympia-Kunsteisstadion, Garmisch-Partenkirchen |

Abschlusstabelle
| Pl | Mannschaft       | Sp | S | U | N | Tore  | Diff | Pkt. |
| -- | ---------------- | -- | - | - | - | ----- | ---- | ---- |
| 1  | Tschechoslowakei | 3  | 3 | 0 | 0 | 10: 0 | +10  | 6:0  |
| 2  | Ungarn           | 3  | 2 | 0 | 1 | 14: 5 | +9   | 4:2  |
| 3  | Frankreich       | 3  | 1 | 0 | 2 | 04: 7 | −3   | 2:4  |
| 4  | Belgien          | 3  | 0 | 0 | 3 | 04:20 | −16  | 0:6  |

### Gruppe D
| 6. Februar 1936 21:00 Uhr | Schweden I. Holger Engberg II. Yngve Liljeberg | 2:0 (1:0, 1:0, 0:0) | Japan | Olympia-Kunsteisstadion, Garmisch-Partenkirchen |

| 7. Februar 1936 16:15 Uhr | Großbritannien Gordon Dailley | 1:0 (1:0, 0:0, 0:0) Spielbericht | Schweden | Olympia-Kunsteisstadion, Garmisch-Partenkirchen |

| 8. Februar 1936 10:00 Uhr | Großbritannien I. Edgar Brenchley I. Alexander Archer III. James Borland | 3:0 (2:0, 0:0, 1:0) | Japan | Riessersee, Garmisch-Partenkirchen |

Abschlusstabelle
| Pl | Mannschaft     | Sp | S | U | N | Tore | Diff | Pkt. |
| -- | -------------- | -- | - | - | - | ---- | ---- | ---- |
| 1  | Großbritannien | 2  | 2 | 0 | 0 | 4:0  | +4   | 4:0  |
| 2  | Schweden       | 2  | 1 | 0 | 1 | 2:1  | +1   | 2:2  |
| 3  | Japan          | 2  | 0 | 0 | 2 | 0:5  | −5   | 0:4  |

## Zwischenrunde

### Gruppe A
| 11. Februar 1936 20:00 Uhr | Deutsches Reich II. Joachim Albrecht von Bethmann-Hollweg III. Gustav Jaenecke | 2:1 (0:0, 1:0, 1:1) | Ungarn III. Sándor Miklós | Olympia-Kunsteisstadion, Garmisch-Partenkirchen |

| 11. Februar 1936 21:45 Uhr | Großbritannien I. Gerry Davey III. Edgar Brenchley | 2:1 (1:1, 0:0, 1:0) | Kanada I. Ralph St. Germain | Olympia-Kunsteisstadion, Garmisch-Partenkirchen |

| 12. Februar 1936 14:30 Uhr | Kanada I. Herman Murray I. William Thomson I. David Neville II. Herman Murray II. Alexander Sinclair II. David Neville II. Kenneth Farmer II. Hugh Farquharson II. Eigentor der Ungarn II. Herman Murray II. Alexander Sinclair (2) III. William Thomson III. Kenneth Farmer III. Hugh Farquharson | 15:0 (3:0, 9:0, 3:0) | Ungarn | Olympia-Kunsteisstadion, Garmisch-Partenkirchen |

| 12. Februar 1936 20:00 Uhr | Deutsches Reich III. Herbert Schibukat | 1:1 n. V. (0:0, 0:1, 1:0, 0:01) | Großbritannien II. Gerry Davey | Olympia-Kunsteisstadion, Garmisch-Partenkirchen |

1 Es wurden dreimal 10 Minuten Verlängerung gespielt.
| 13. Februar 1936 9:00 Uhr | Großbritannien I. Edgar Brenchley II. James Chappell II. Gerry Davey (2) III. Alexander Archer | 5:1 (1:0, 3:1, 1:0) | Ungarn Zoltán Jeney | Olympia-Kunsteisstadion, Garmisch-Partenkirchen |

| 13. Februar 1936 20.00 Uhr | Deutsches Reich II. Toni Wiedemann III. Georg Strobl | 2:6 (0:1, 1:3, 1:2) | Kanada I. Hugh Farquharson II. Hugh Farquharson II. David Neville II. Kenneth Farmer III. Ralph Saint-Germain David Neville | Olympia-Kunsteisstadion, Garmisch-Partenkirchen |

Abschlusstabelle
| Pl | Mannschaft      | Sp | S | U | N | Tore  | Diff | Pkt. |
| -- | --------------- | -- | - | - | - | ----- | ---- | ---- |
| 1  | Großbritannien  | 3  | 2 | 1 | 0 | 8: 3  | +5   | 5:1  |
| 2  | Kanada          | 3  | 2 | 0 | 1 | 22: 4 | +18  | 4:2  |
| 3  | Deutsches Reich | 3  | 1 | 1 | 1 | 5: 8  | −3   | 3:3  |
| 4  | Ungarn          | 3  | 0 | 0 | 3 | 2:22  | −20  | 0:6  |

### Gruppe B
| 11. Februar 1936 14:30 Uhr | USA Francis Spain John Garrison | 2:0 (0:0, 2:0, 0:0) | Tschechoslowakei | Riessersee, Garmisch-Partenkirchen |

| 11. Februar 1936 14:30 Uhr | Schweden Yngve Liljeberg | 1:0 (1:0, 0:0, 0:0) | Österreich | Riessersee, Garmisch-Partenkirchen |

| 12. Februar 1936 16:20 Uhr | Tschechoslowakei II. Jiří Tožička II. Drahomír Jirotka III. Josef Maleček III. Oldřich Kučera | 4:1 (0:1, 2:0, 2:0) | Schweden I. Bertil Norberg | Olympia-Kunsteisstadion, Garmisch-Partenkirchen |

| 12. Februar 1936 22:15 Uhr | USA John Garrison | 1:0 (0:0, 1:0, 0:0) | Österreich | Olympia-Kunsteisstadion, Garmisch-Partenkirchen |

| 13. Februar 1936 10:50 Uhr | Tschechoslowakei II. Drahomír Jirotka (2) | 2:1 (0:0, 2:1, 0:0) | Österreich II. Franz Csöngei | Olympia-Kunsteisstadion, Garmisch-Partenkirchen |

| 13. Februar 1936 22:00 Uhr | USA II. Paul Rowe III. Paul Rowe | 2:1 (0:0, 1:1, 1:0) | Schweden II. Ruben Carlsson | Olympia-Kunsteisstadion, Garmisch-Partenkirchen |

Abschlusstabelle
| Pl | Mannschaft       | Sp | S | U | N | Tore | Diff | Pkt. |
| -- | ---------------- | -- | - | - | - | ---- | ---- | ---- |
| 1  | USA              | 3  | 3 | 0 | 0 | 5:1  | +4   | 6:0  |
| 2  | Tschechoslowakei | 3  | 2 | 0 | 1 | 6:4  | +2   | 4:2  |
| 3  | Schweden         | 3  | 1 | 0 | 2 | 3:6  | −3   | 2:4  |
| 4  | Österreich       | 3  | 0 | 0 | 3 | 1:4  | −3   | 0:6  |

## Finalrunde
Die Ergebnisse der direkten Vergleiche aus der Zwischenrunde wurden übernommen.
| 14. Februar 1936 21:00 Uhr | Großbritannien Gerry Davey (10.) James Chappell (14.) Gerry Davey (23.) Edgar Brenchley (25.) Gerry Davey (25.) | 5:0 (2:0, 3:0, 0:0) | Tschechoslowakei | Olympia-Kunsteisstadion, Garmisch-Partenkirchen |

| 15. Februar 1936 10:00 Uhr | Kanada Walter Kitchen (1.) William Thomson (13.) David Neville (13.) II. Kenneth Farmer II. David Neville II. Herman Murray Hugh Farquharson (35.) | 7:0 (3:0, 3:0, 1:0) | Tschechoslowakei | Olympia-Kunsteisstadion, Garmisch-Partenkirchen Zuschauer: 6.000 |

| 15. Februar 1936 21:00 Uhr | Großbritannien | 0:0 n. V. (0:0, 0:0, 0:0, 0:0, 0:0, 0:0) | USA | Olympia-Kunsteisstadion, Garmisch-Partenkirchen |

| 16. Februar 1936 14:30 Uhr | Kanada David Neville (2:35) | 1:0 (1:0, 0:0, 0:0) | USA | Olympia-Kunsteisstadion, Garmisch-Partenkirchen |

Abschlusstabelle
| Pl | Mannschaft       | Sp | S | U | N | Tore | Diff | Pkt. |
| -- | ---------------- | -- | - | - | - | ---- | ---- | ---- |
| 1  | Großbritannien   | 3  | 2 | 1 | 0 | 7: 1 | +6   | 5:1  |
| 2  | Kanada           | 3  | 2 | 0 | 1 | 9: 2 | +7   | 4:2  |
| 3  | USA              | 3  | 1 | 1 | 1 | 2: 1 | +1   | 3:3  |
| 4  | Tschechoslowakei | 3  | 0 | 0 | 3 | 0:14 | −14  | 0:6  |

## Abschlussplatzierung und Medaillen

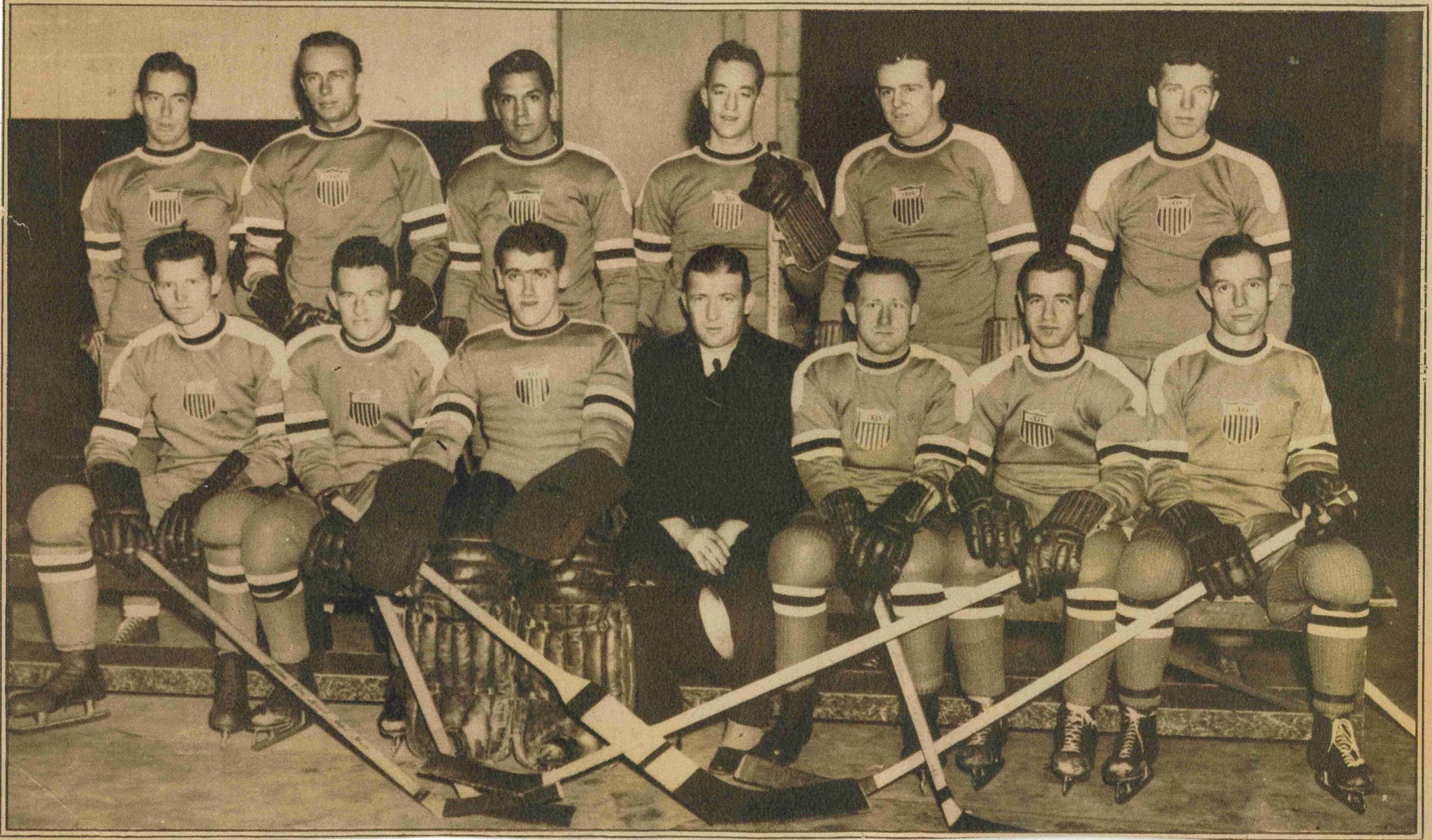
Die US-amerikanische Eishockeynationalmannschaft.

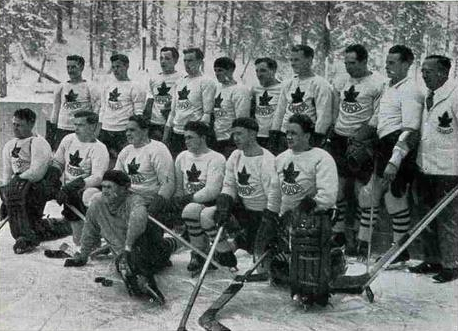
Die kanadische Eishockeynationalmannschaft.

| Platzierung    | Mannschaft       | Spieler |
| -------------- | ---------------- | --- |
| Goldmedaille   | Großbritannien   | Alexander Archer, James Borland, Edgar Brenchley, James Chappell, John Coward, Gordon Dailley, Gerry Davey, Carl Erhardt, Jimmy Foster, Jack Kilpatrick, Archibald Stinchcombe, Robert Wyman                       |
| Silbermedaille | Kanada           | Maxwell Deacon, Hugh Farquharson, James Haggarty, Walter Kitchen, Raymond Milton, Dinty Moore, Herman Murray, Arthur Nash, David Neville, Kenneth Farmer, Ralph Saint-Germain, Alexander Sinclair, William Thomson |
| Bronzemedaille | USA              | John Garrison, August Kammer, Philip LaBatte, John Lax, Thomas Moon, Eldridge Ross, Paul Rowe, Francis Shaughnessy, Gordon Smith, Francis Spain, Frank Stubbs                                                      |
| 4              | Tschechoslowakei | Josef Boháč, Alois Cetkovský, Karel Hromádka, Drahomír Jirotka, Zdeněk Jirotka, Jan Košek, Oldřich Kučera, Josef Maleček, Jan Peka, Jaroslav Pušbauer, Jiří Tožička, Ladislav Troják, Walter Ulrich                |
| 5              | Deutsches Reich  | Wilhelm Egginger, Joachim Albrecht von Bethmann-Hollweg, Gustav Jaenecke, Philipp Schenk, Rudi Ball, Karl Kögel, Toni Wiedemann, Herbert Schibukat, Alois Kuhn, Werner George, Georg Strobl, Paul Trautmann        |
| 6              | Schweden         | Herman Carlsson, Sven Bergquist, Bertil Lundell, Holger Engberg, Torsten Jöhncke, Yngve Liljeberg, Bertil Norberg, Wilhelm Petersén, Åke Ericson, Stig Andersson, Lennart Hellman, Wilhelm Larsson, Ruben Carlsson |
| 7              | Österreich       | Hermann Weiß, Hans Trauttenberg, Rudolf Vojta, Oskar Nowak, Fritz Demmer, Franz Csöngei, Hans Tatzer, Willibald Stanek, Lambert Neumaier, Franz Schüßler, Emil Seidler, Josef Göbl                                 |
| 8              | Ungarn           | Ferenc Monostori, István Csák, Miklós Barcza, László Róna, Frigyes Helmeczi, Sándor Magyar, András Gergely, László Gergely, Béla Háray, Zoltán Jeney, Sándor Miklós, Ferenc Szamosi, Mátyás Farkas                 |
| 9              | Polen            | Józef Stogowski, Henryk Przeździecki, Witalis Ludwiczak, Kazimierz Sokołowski, Czesław Marchewczyk, Adam Kowalski, Andrzej Wołkowski, Edmund Zieliński, Władysław Król, Mieczysław Kasprzycki, Roman Stupnicki     |
| 10             | Frankreich       | Michel Paccard, Jacques Morisson, Jacques Lacarrière, Pierre Claret, Pierre Lorin, Marcel Couttet, Albert Hassler, Guy-Pierre Volpert, Jean-Pierre Hagnauer, Michel Delesalle, Philippe Boyard                     |
| 11             | Italien          | Augusto Gerosa, Franco Rossi, Gianmario Baroni, Decio Trovati, Camillo Mussi, Giovanni Scotti, Ignazio Dionisi, Mario Zucchini, Mario Maiocchi, Luigi Zucchini                                                     |
| 12             | Japan            | Teiji Honma, Masahiro Hayama, Tatsuo Ichikawa, Shinkichi Kamei, Toshihiko Shoji, Susumu Hirano, Masatatsu Kitazawa, Kenichi Furuya, Kozue Kinoshita                                                                |
| 13             | Schweiz          | Albert Künzler, Arnold Hirtz, Oskar Schmidt, Ernst Hug, Adolf Martignoni, Hans Cattini, Bibi Torriani, Ferdinand Cattini, Herbert Kessler, Otto Heller, Charles Kessler, Thomas Pleisch                            |
| 14             | Belgien          | Robert Baudinne, Roger Bureau, Joseph Lekens, Georges Pootmans, Pierre Van Reyschoot, Willy Kreitz, Carlos Van den Driessche, Walter Bastenie, Fernand Carez, Louis De Ridder                                      |
| 15             | Lettland         | Aleksejs Auziņš, Reinis Bluķis, Arvīds Jurgens, Herberts Kušķis, Roberts Lapainis, Kārlis Paegle, Arvīds Petersons, Ādolfs Petrovskis, Jānis Rozītis, Leonīds Vedējs, Jānis Bebris                                 |

## Abschlussplatzierung der Europameisterschaft
Zur Ermittlung der Abschlussplatzierung der Europameisterschaft wurde das Tableau des olympischen Eishockeyturniers von den nichteuropäischen Teams bereinigt.
| RF | Team             |
| -- | ---------------- |
| 1  | Großbritannien   |
| 2  | Tschechoslowakei |
| 3  | Deutsches Reich  |
| 4  | Schweden         |
| 5  | Österreich       |
| 6  | Ungarn           |
| 7  | Polen            |
| 8  | Frankreich       |
| 9  | Italien          |
| 10 | Schweiz          |
| 11 | Belgien          |
| 12 | Lettland         |

## Kurzberichte zu den Finalspielen
Beim 7:0 von Kanada am Vormittag des 15. Februar wirkte die ČSR ermüdet, war durch das Fehlen von Karel Hromádka und Jiří Tožička geschwächt und leistete kaum Widerstand. In den ersten beiden Dritteln spielten die Ahornblätter auf einen hohen Sieg, denn sie hatten noch immer eine Titelchance, aber im letzten Drittel begnügten sie sich mit einer Demonstration schönen Eishockeys.
Beim vorletzten Turniermatch war Englands Taktik eher defensiv, so dass die USA, welche zum Siegen gezwungen waren, ständig leicht überlegen agierten, aber auch sie riskierten nicht alles. Bei zwei Chancen reagierte der englische Schlussmann Jimmy Foster, der einer der besten Hüter im Olympiaturnier war, hervorragend. Trotz der drei Verlängerungen von zweimal fünf Minuten gab es den 0:0-Endstand, womit England praktisch bereits Olympiasieger war und dementsprechend vom Publikum stürmisch gefeiert wurde.
Nur ein 5:0-Sieg der USA hätte bei dem bei warmer Sonne und vor 10.000 Zuschauern ausgetragenen ultimativ letztem Spiel den Yankees noch Gold bringen können. Das Eis hatte unter dem Föhn der letzten zwei Tage etwas gelitten, die Partie war von Beginn weg langsam. Der einzige Treffer entsprang einem glücklichen Pfostenschuss, von wo der Puck in den Kasten sprang. Die Kanadier beherrschten ihren Gegner, doch ihnen lag nichts an einem hohen Sieg. Es gab zwar einige hitzige Szenen, aber technisch und in Bezug auf Kombinationszüge blieb dieses überseeische Duell vieles schuldig.

### Enttäuschung bei der Schweiz
Hinsichtlich des vorzeitigen Ausscheidens des Schweizer Teams stellte der «Sport Zürich» in seiner Nr. 26 vom 21. Februar 1936, Seite 2, fest, dass es schon bei der Selektion, bei welcher die Spieler des langjährigen Meisters Davos der Hauptanteil gebührte, zu Misstönen gekommen war, dazu habe der Geist aufrichtiger Kameradschaft gefehlt, die Teamführung habe die Akteure wie Rekruten und nicht als Menschen behandelt. Zudem sei die Vorbereitung mangelhaft gewesen.

## Literarische Rezeption
Erich Kästner schrieb 1936 als Fortsetzung des Romans Das fliegende Klassenzimmer eine Kurzgeschichte unter dem Titel Zwei Schüler sind verschwunden. Darin reißen zwei Tertianer aus dem Internat nach Garmisch-Partenkirchen aus, um bei den Winterspielen zuzusehen, und freunden sich mit einem englischen Eishockeyspieler an.